# 三帶條紋小䰾
三帶條紋小䰾（学名：Desmopuntius trifasciatus），又稱三帶無鬚魮，是輻鰭魚綱鯉形目鯉科條紋小䰾屬的一個種，該物種分布於亞洲印尼淡水流域，本魚體延長呈長橢圓形，口端位，吻尖，眼大，體被圓鱗，側線明顯，尾鰭叉形，無觸鬚，體色橘紅色，體側有3條黑色縱帶，中間寬度較寬，從鰓蓋後方延伸至尾柄處，體長可達9.6公分，棲息在森林覆蓋，沉積物沉澱帶酸性水質的丹寧色溪流底中層，屬雜食性，生活習性不明，可做為觀賞魚。